# Cnemaspis sundainsula
Cnemaspis sundainsula es una especie de gecos de la familia Gekkonidae.

## Distribución geográfica yhábitat
Es endémica de la isla Natuna Besar (Indonesia). Su rango altitudinal oscila entre 51 y 345 m s. n. m..